# Joseph Lambton
Pour les articles homonymes, voir Lambton.
Joseph Lambton, né à Malton dans le Yorkshire en Angleterre en 1569 et mort exécuté à Newcastle upon Tyne le 24 juillet 1592, est un prêtre martyr catholique anglais sous le règne d'Élisabeth Ire.

## Biographie
Issu d'une famille profondément chrétienne ayant donné à l'Église des prêtres, famille qui semble-t-il est demeurée fidèle à l'Église catholique, il désire, jeune, se faire prêtre. Ne pouvant recevoir l'ordination dans son pays, il part sur le continent et suit des études de théologie au Collège anglais de l'université de Reims en 1584 qu'il prolonge au collège anglais de Rome à partir de 1589.
Il est ordonné prêtre dans la basilique du Latran en 1592. La même année, il embarque secrètement pour l'Angleterre. Il est néanmoins capturé rapidement dans le nord du royaume à Newcastle. Avec lui, est arrêté un autre prêtre Édouard Waterson. Reconnu coupable de trahison (revenir au pays pour un Anglais en ayant été ordonné prêtre catholique était considéré à cette époque comme une haute trahison par le gouvernement du pays), il est condamné à mort et doit subir le supplice réservé aux traîtres à savoir pendaison, éviscération et écartèlement. L'histoire retient que son exécution ne se passa pas comme prévu. Craignant la réaction de la foule, son exécution est programmée un lundi matin tôt et non pas un samedi sur la place publique. L'exécution d'un prêtre, même catholique, posa un problème de conscience à son bourreau qui refusa de s'exécuter complètement. L'ironie veut que l'éviscération sera réalisée par un chirurgien français.

## Vénération
Déclaré bienheureux par Jean-Paul II en 1987 Joseph Lambton fait partie des Quatre-vingt-cinq martyrs d'Angleterre et de Galles béatifiés par ce dernier. Il est vénéré par l'Église catholique le 24 juillet.